# Конрад фон Монфор-Брегенц
Конрад фон Монфор-Брегенц (на немски: Konrad, Graf von Montfort-Bregenz; † 20 декември 1387) е граф на Монфор-Брегенц.

## Произход
Той е от влиятелния и богат швабски род Монфор/Монтфорт, странична линия на пфалцграфовете на Тюбинген. Потомък е на Хуго II фон Тюбинген (1115 – 1182), пфалцграф на Тюбинген, и съпругата му Елизабет фон Брегенц (1152 – 1216). От 1207 г. наследниците се наричат на дворец Монфор „граф на Монфор“.
Син е на граф Вилхелм II фон Монфор-Брегенц/III († 16 юни 1373/14 юни 1374) и първата му съпруга с неизвестно име. Баща му се жени втори път през 1354 г. за графиня Урсула фон Пфирт († сл. 5 май 1367), вдовица на граф Хуго фон Хоенберг († 26 май 1354), дъщеря на граф Улрих III фон Пфирт († 1324) и Жана Бургундска от Дом Шалон († 1349), и трети път пр. 16 юни 1363 г. за Маргарета фон Шаунберг († сл. 1380), вдовица на Йохан фон Пфанберг († 1362), дъщеря на граф Рудолф фон Шаунберг († 1347/1348).
Брат е на граф Хуго XII/фон Монфор фон Монфор-Брегенц и Пфаненберг († 1423/1426). Полусестра му графиня Маргарета фон Пфанберг († 1396) е омъжена I. за граф Йохан фон Цили и след това за брат му Хуго XII фон Монфор-Брегенц и Пфаненберг.
Родът изчезва през 1787 г.

## Фамилия
Конрад фон Монфор-Брегенц се жени за Агнес фон Монфор-Тостерс († сл. 30 март 1394), дъщеря на граф Хуго VI фон Монфор-Фелдкирх-Тостерс († 1359) и Берта фон Кирхберг († 1371). Те имат децата:
- Вилхелм V фон Монфор-Брегенц († 6 март 1422), граф на Монфор-Брегенц, женен пр. 28 септември 1387 г. за Кунигунда фон Тогенбург († между 2 февруари 1426 и 4 януари 1436), дъщеря на граф Донат фон Тогенбург († 1400) и Агнес фон Хабсбург-Лауфенбург († 1425); има дъщеря:
  - Елизабет фон Монфор-Брегенц († 1458), омъжена I. 1413 г. за граф Еберхард VII фон Неленбург († 1421/1422), II. 1422/1424 г. за маркграф Вилхелм фон Хахберг-Заузенберг († 1473/1482)
- Хуго XIV фон Монфор († 10 април 1444), рицар в ордена „Св. Йоан“; има два сина:
  - Херман I фон Монфор-Брегенц († 1434/1435) и Стефан II фон Монфор († сл. 1424)
- Елизабет фон Монфор (* ок. 1376, Абенсберг; † 30 януари 1422/† 16 октомври сл. 1399), омъжена сл. 17 юли 1389 г. за граф Йохан II фон Валдбург (* януари 1345; † 22 март/31 март 1424)

Той има и незаконните деца:
- Клара фон Монфор († 1393), омъжена за Вилхелм фон Франхофен
- Йохан фон Монфор († сл.1414)

Вдовицата му Агнес фон Монфор-Тостерс се омъжва втори път за Албрехт IV фон Верденберг-Хайлигенберг († 1415/1418), син на граф Албрехт II фон Верденберг-Хайлигенберг († 1371/1373) и Агнес фон Нюрнберг († 1364).